# Гребля Ладрат
Гребля Ладрат – гідротехнічна споруда на півночі Алжиру.
Греблю спорудили в 1989 році на уеді Ладрат, який є лівою притокою уеду Ель-Малах – лівої твірної уеду Іссер, що впадає до Середземного моря за чотири десятки кілометрів на схід від міста Алжир (можливо відзначити, що нижче по сточищу на Іссері зведені великі греблі Кудіат-Ассердун та Бені-Амран). Водозбірний басейн вище від споруди складає 74 км2, а її головним призначенням є іригація.
В межах проекту долину уеду перекрили земляною греблею висотою 42 метра із гребенем на рівні 680,6 метра НРМ. Водоскид споруди під час повені може пропускати 375 м3/с.
Гребля утворила водосховище об’ємом 10,6 млн м3 при нормальному рівні поверхні на позначці 675,8 метра НРМ (під час повені може зростати до 679,8 метра НРМ). Станом на другу половину 2000-х об’єм водойми унаслідок замулення вже не перевищував 8,47 млн м3.